# Zamek w Kownie

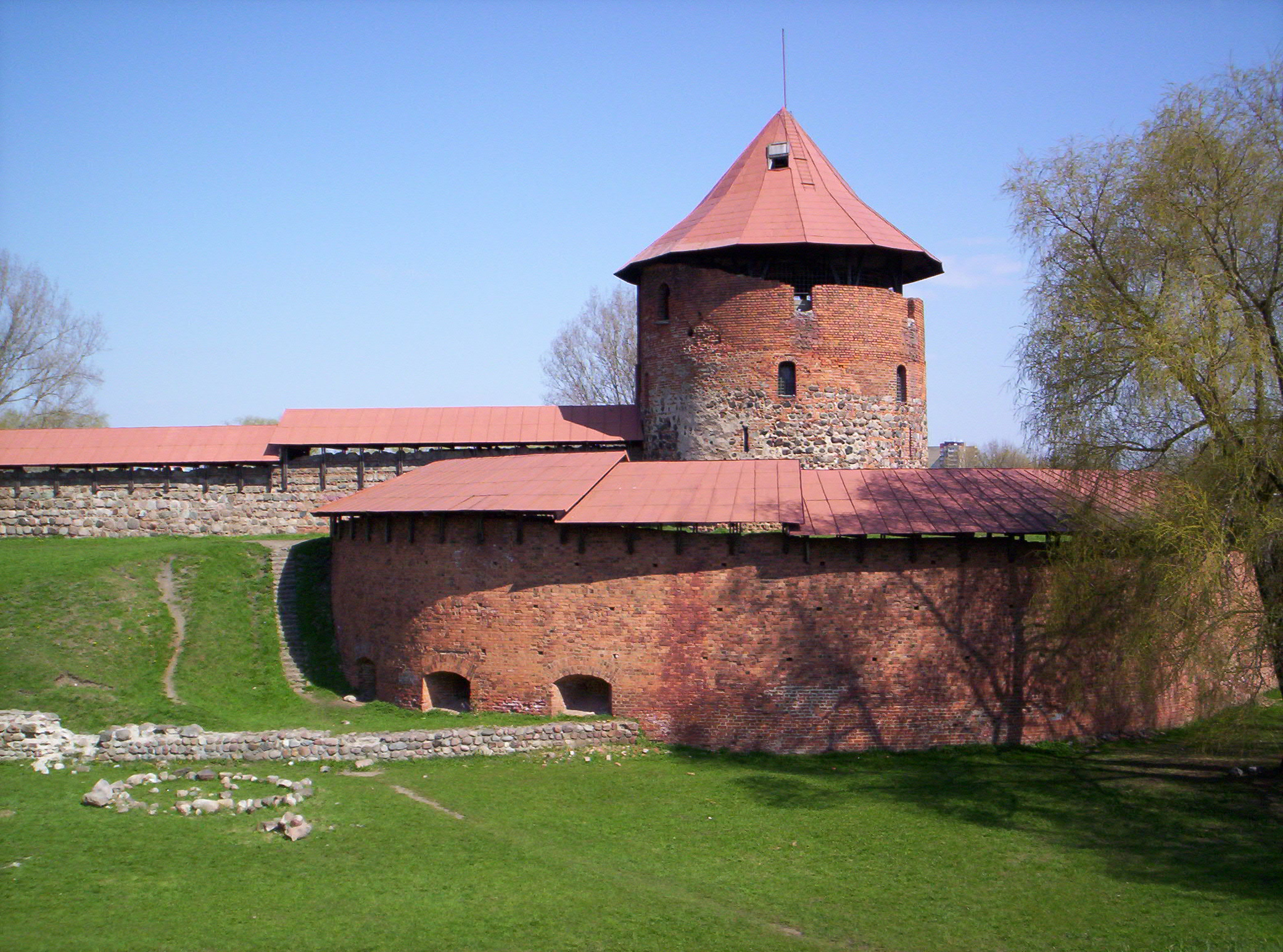
Zamek w Kownie przed ostatnią rekonstrukcją

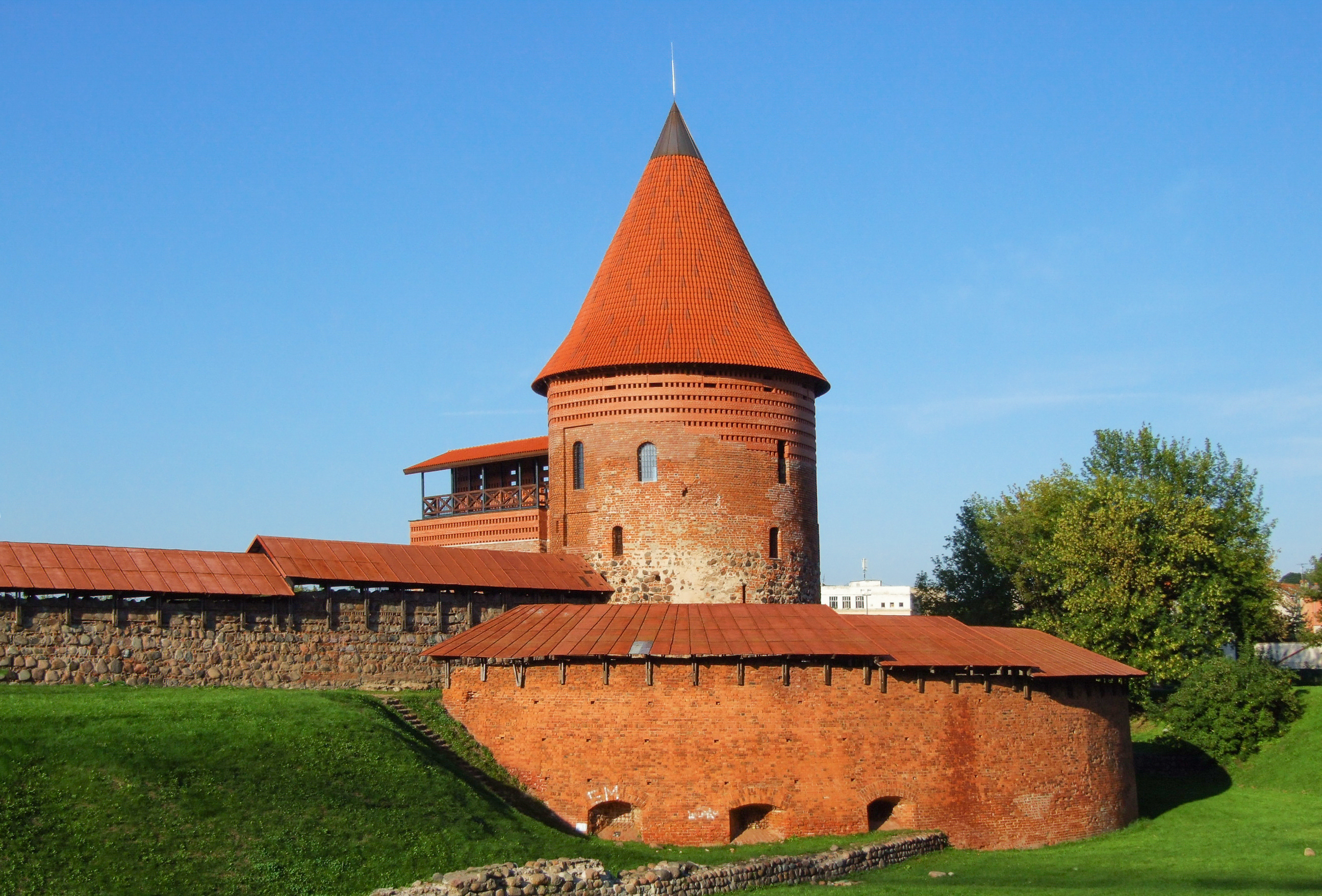
Zamek po rekonstrukcji

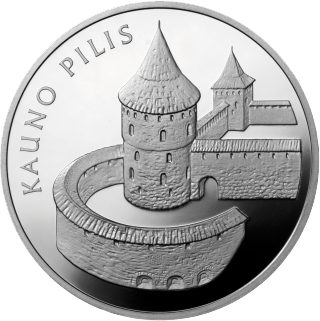
50 litów, rewers monety z fragmentem zamku

Zamek w Kownie (lit. Kauno Pilis) – ruiny zamku zbudowanego w 2 poł. XIV wieku i rozbudowanego w wieku XVI, usytuowanego w „międzyrzeczu” u ujścia rzeki Wilii do Niemna.

## Historia

### I zamek
Pierwszy murowany zamek wzniesiono w 2. połowie XIV wieku jako jedną z kilku warowni litewskich, chroniących Wilno i Troki od zachodu przed Krzyżakami. Zbudowano go w niezasiedlonym wcześniej miejscu jako dwuwieżowy nieregularny czworobok podwójnych kamiennych murów o długości 330 metrów. Po raz pierwszy zamek został wzmiankowany w 1361 roku w korespondencji krzyżackiej, w której Winrich von Kniprode rozkazał przesłać mu informacje m.in. o grubości murów zamkowych w związku z przygotowywanym atakiem. W marcu 1362 roku zamek został oblężony przez Krzyżaków przy pomocy katapult i wież oblężniczych i całkowicie zniszczony w trakcie trzytygodniowego oblężenia. Jego zdobycie Krzyżacy uczcili w Wielkanoc mszą na jego terenie. Po odejściu Krzyżaków, Litwini nie odbudowali go, wznosząc jedynie na jego miejscu około 1376 roku fortyfikacje gliniano-ziemne.

### II zamek

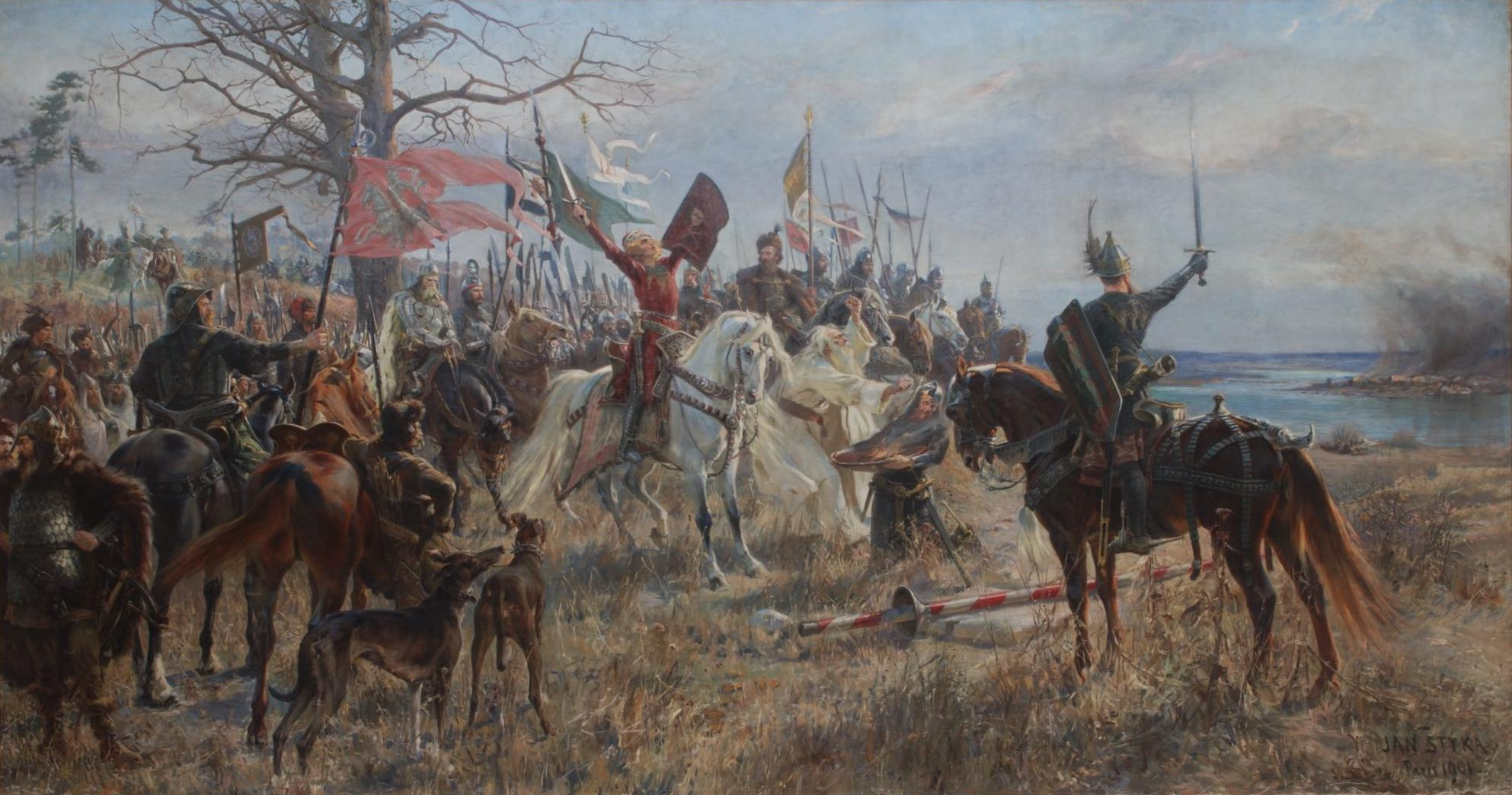
Jan Styka, Przysięga Witolda. W tle widoczny jest płonący zamek

W 1383 roku Krzyżacy po wodzą Konrada Zollner von Rotenstein znowu zdobyli warownię i po jej zniszczeniu przystąpili w latach 1396–1398 do prac budowlanych. W miejscu wcześniejszego zamku litewskiego zbudowali nową krzyżacką warownię nazwaną Ritterswerde, której ruiny zachowały się. Była to czworoboczna warownia z czterema basztami na narożach, na przemian kolistymi i kwadratowymi z bramą wjazdową w jednej z baszt kwadratowych. W 1391 zamek w Kownie był miejscem zbornym podczas najazdu Krzyżaków na Litwę, a w 1396 roku w jego murach wielki mistrz krzyżacki podpisał z Witoldem zawieszenie broni, po którym podpisano Pokój na wyspie Salin w 1398 r., na mocy którego Kowno stało się miastem nadgranicznym pomiędzy Litwą i Krzyżakami posiadającymi ziemie na Żmudzi do rzeki Niewiaży. W 1404 roku w zamku odbył się zjazd Witolda z wielkim mistrzem krzyżackim, na którym Żmudzini złożyli hołd wielkiemu mistrzowi. W dniu 6 stycznia 1408 roku na zamku odbył się kolejny zjazd, na którym stawili się wielki mistrz Ulrich von Jungingen, mistrz inflancki i król Władysław Jagiełło oraz będący między nimi rozjemcą Witold. Niedaleko zamku na początku XV wieku zaczęła rozwijać się osada, która w 1408 otrzymała prawa miejskie. W 1409 roku na zamku, w obecności niemieckich mieszczan, Witold przyjął posłów ze Żmudzi, na której trwało właśnie antykrzyżackie powstanie. Król Władysław Jagiełło ponownie przebywał na zamku 26 kwietnia 1411 roku. W 1413 roku król Władysław Jagiełło przyjął na zamku w Kownie posła cesarza Zygmunta Luksemburskiego, Benedykta Makr von Fluch. Ponownie król Jagiełło przebywał w Kownie 22 października 1418 roku. W 1433 roku wojska Świdrygiełły i mistrza inflanckiego przeszły przez miasto podczas ataku na Litwę. W 1451 roku król Kazimierz Jagiellończyk przyjął na zamku posła księcia Burgundii Filipa Dobrego. W związku z zarazą w Krakowie, zimę 1464 roku król Kazimierz wraz z dworem spędził w Kownie.
W XVI wieku zamek wzmocniono, dobudowując od strony południowo-wschodniej basteję. W 1601 roku w zamku mieścił się sąd i archiwum. W 1611 roku część zamku zniszczyła powódź. W 1655 roku zamek i miasto spłonęły. Do XVIII wieku zamek wykorzystywano nadal jako więzienie, a po III rozbiorze Polski w 1795 Rosjanie pozwolili na budowę na jego terenie domów, co powiększyło zniszczenia.
Usytuowanie zamku w pobliżu wylewającej Wilii w XVII i pierwszej połowie XVIII wieku spowodowało zawalenie się części murów z dwiema basztami.

### Wykopaliska archeologiczne i rekonstrukcja
Po 1930 roku przeprowadzono pierwsze wykopaliska archeologiczne. Około 1954 roku wykonano prace restauracyjne, nadbudowując część wieży i murów. Do XXI wieku zachowały się dwie baszty, fragment murów, basteja z XVI wieku i fragment fosy. W 2010 rozpoczęto częściowe prace rekonstrukcyjne, m.in. górnej części wieży i jej zwieńczenia. W zamku znajduje się filia muzeum miasta Kowna, a wokół niego rozciąga się park.